# وولفرتشوندن
وولفرتشوندن (به آلمانی: Wolfertschwenden) یک شهر در آلمان است که در اونترالگوی واقع شده‌است. وولفرتشوندن ۱٬۸۷۱ نفر جمعیت دارد.